# Gruppo autonomo misto RT e C
Il Gruppo autonomo misto RT e C era un gruppo di volo della Regia Aeronautica, attivo nella Guerra d'Etiopia.

## Storia

### Guerra d'Etiopia
Il Gruppo autonomo misto R e C nasce il 10 dicembre 1935 a Mogadiscio (oggi Aeroporto Internazionale Aden Adde).
Il Gruppo viene sciolto il 1º ottobre 1936 quando le sue squadriglie passano alle seguenti dipendenze:
- XXV Gruppo: 8ª Squadriglia e 9ª Squadriglia da bombardamento; 1ª Squadriglia Ro.1 Somala;
- XXXI Gruppo: 65ª Squadriglia e 66ª Squadriglia da bombardamento; 108ª Squadriglia da ricognizione;
- XLV Gruppo: 2ª Squadriglia e 22ª Squadriglia da bombardamento, 107ª Squadriglia da ricognizione.[1]